# Inda Zib'i
Inda Zib’i est un réservoir qui se trouve dans le woreda d’Inderta au Tigré en Éthiopie. Le barrage a été construit en 1999 par SAERT.

## Caractéristiques du barrage
- Hauteur : 12,34 mètres
- Longueur de la crête : 227 mètres
- Largeur du déversoir : 2 mètres

## Capacité
- Capacité d’origine : 182 593 m3
- Tranche non-vidangeable : 20 000 m3
- Superficie : 4,05 ha

## Irrigation
- Périmètre irrigué planifié : 13 ha
- Aire irriguée réellement en 2002 : 0 ha

## Environnement
Le bassin versant du réservoir a une superficie de 1,49 km2, et une longueur de 1 320 mètres. Le réservoir subit une sédimentation rapide,. La lithologie du bassin est composée de Schistes d’Agula. Une partie des eaux du réservoir est perdue par percolation; un effet secondaire et positif est que ces eaux contribuent à la recharge des aquifères.